# Reise, Reise
Reise, Reise (Путовања, Путовања) је четврти студијски албум немачког бенда Rammstein. Уједно ово je по многима и најбољи албум овог састава.

## Списак песама
- "Reise, Reise" ("Путуј, путуј") – 4:45
- "Mein Teil" ("Moj deo") – 4:32
- "Dalai Lama" ("Далај Лама") – 5:38
- "Keine Lust" ("Без воље") – 3:42
- "Los" ("Губитак") – 4:25
- "Amerika" ("Америка") – 3:46
- "Moskau" ("Москва") – 4:16
- "Morgenstern" ("Јутарња звезда") – 3:59
- "Stein um Stein" ("Камен по камен") – 3:56
- "Ohne dich" ("Без тебе") – 4:32
- "Amour" ("Љубав") – 4:50

## Сингл песме
- "Mein Teil", издат јула 2004.
- "Amerika", издат септембра 2004.
- "Ohne dich", издат новембра 2004.
- "Keine Lust", издат фебруара 2005.

## Информације о песмама

### 1.("Путуј, путуј")
Песма говори о животу морнара, околностима и невољама на које наилази. Са друге стране, такође говори о путу, као и природи карактера путника, тј. Сваког ко тежи достизању нечега, било то дистанца или неки идеал- један ће своје копље бацити ка рибама, други ка човеку, одноасно, да би стигао до свог циља спреман је газити преко лешева других, достићи све што жели не бирајући начин на који ће до тога доћи.

### 2.("Део мене")
Ова нумера говори о Ротенбуршком канибалу, случају из 2001. године који је шокирао Немачку, а и светску јавност.
Песма  је још једна у низу Тилових морбидних остварења која својим често упадљивим текстовима провоцирају јавност копкајући друштво на размишљање о маси проблема с којима се суочавају појединци и који се у очима других често гурају под тепих, игноришу, све до тренутка када је прекасно за њихово решавање и када оставе своје последице.

### 3.("Дајал Лама")
Нумера је адаптација песме "Der Erlkönig" коју је написао  Јохан Волфганг Гете лично (песма нема никакве везе са Тибетанским Будизмом као ни са Далај Ламом).
Током песме, отац који држи дете, није желео да га преда Богу. Бог зове дете, да му се придружи на небесима, у тренутку када грмљавина удари оавион од страха отац превише чврсто прибија уз себе и у недостатку ваздуха, дете умире и његова душа ипак одлази у небеса

### 4.("Без воље")
За ову песму је неко најједноставније објашњење дао Рихард Круспе “You know, after all of these years we’re full-up! Fame, success, money. We don’t want to do anything anymore! Nothing! That’s the idea in the song"
Дакле текст песме описује апсолутну ситост у сваком смислу

### 5.("Крени")
Једна од споријих Рамштајнових песама. Крајње занимљив текст песме може се односити на искуства овог бенда у свету музике, као и напретку који је увек загарантован уз огроман труд. Los је на неки начин епопеја успеху и раду као његовом узроку.

### 6.("Америка")
Песма говори о кока-колизацији света и тоталној доминацији САД-а у сваком погледу, од културног до војног утицаја на остатак планете. На својствен начин исмева мане глобализације коју Америка намеће. Док у исто време указује  на то, да сви ми живимо у једној Америци.

### 7.("Москва")
Као што и само име каже, песма се односи на престоницу Руске Федерације и гледа на град из 2 угла. На његову лепоту и огромно вековно културно наслеђе као и на његову мрачнију страну, легло корупције и неморала, представљајући град као проститутку- лепоту која се може купити, али која испод свог сјаја крије много трулежи.

### 8.("Јутарња звезда")
Morgenstern говори о веома ружној особи, поетски приказано да је до те мере ружна да се склања од сунца како је људи не би видели и изврнули руглу и прекору. Она ноћу излази на прозор и моли се звезди даници да јој подари лепоту. Лик који пева о ружној девојци је ипак воли због нечега што се крије у њој, тако да се песма може окарактерисати као једна од оних, које неке друге вредности ставља иснад лепоте.
Да, чини се да је Тил помислио и на тренутак на ружне девојке и утехе која им је потребна када је писао текст ове песме

### 9.("Камен по камен")
Песма почиње спорим монологом о томе како неко покушава да зазида живу особу у малој кући. Вероватно се текст односи на веома посесивне људе, које у својој жељи да поседују вољену особу оду предалеко, што је и хиперболичко  приказано у песми- лик своју драгу зазида у кућу, како никада не би отишла и увек остала крај њега и он крај ње.

### 10.("Без тебе")
Спора, роматнична балада, неприродно чиста и једноставна у поређењу са осталим Тиловим рукописима, а ипак посебна и велике уметничке вредности.
Говори о празнини која настаје у одстуству вољене особе, недостајању, и поимању вредности времена са истом када она није ту. Несвојствено Рамштајну, али драгоцено дело.

### 11.("Љубав")
За разлику од претходнице, ова говори о љубави на не тако невин и романтичан начин, приказује њену превртљивост и моћ да манипулише осталим емоцијама- упоређује је са дивљом животињом, која је наизглед изазовна и савршена, предатору који вреба прилику да ухвати неопрезног у клопку и држи га у својим огромним канџама и чељустима, ушушкавајући га најпре топло, а када жртва коначно схвати да је уловљена хладно јој наноси бол.